# كوياغة زائفة
كوياغة زائفة (الاسم العلمي: Koyaga falsa) هي نوع من الحشرات تتبع جنس الكوياغة من فصيلة الليليات.